# 722 Frieda
722 Frieda este un asteroid din centura principală, descoperit pe 18 octombrie 1911, de Johann Palisa.